# گوشنیت
گوشنیت  (به انگلیسی: Goshenite) با فرمول شیمیایی Be3Al2(SiO3)6 از مجموعه کانی هاست و در ناحیه گوشن ماساچوست کشف شده است. در هیدروفلوئوریک اسید محلول است. BeO:13.96% و Al2O3:18.97% و SiO2:۶۷٫۰۷٪  و ادخال هایOH,Cs,Li,Na ,Mg,Mn,Fe,Ca,Cr برای اولین بار در ایتالیا کشف شد و از نظر شکل بلور: منشوری - به ندرت قرصی، رنگ: بی رنگ - قرمز - سیاه - سیاه جواهری - سبز تیره - صورتی - آبی تیره، شفافیت: شفاف، شکستگی: صدفی - نامنظم، جلا: شیشه‌ای - صدفی، رخ: ناقص - مطابق با سطح، سیستم تبلور: هگزاگونال و در رده‌بندی سیلیکات است همچنین خاصیت مغناطیسی ندارد و منشأ تشکیل آن پگماتیتی - هیدروترمال - پنوماتولیتی - است.
همایند کانی‌شناسی (پاراژنز) آن سختی - چگالی - اشعه X - خواص نوری - واکنش‌های شیمیایی آپاتیت - تورمالین - توپاز- اورتوز- کوارتز- تورمالین- توپاز- کاسیتریت دگرگونی شکل است
، از نظر ژیزمان بلوری - آگرگات دانه‌ای - فشرده - شعاعی کمیاب است و بیشتر در آمریکا و برزیل یافت می‌شود.